# Der K 2000
Der K 2000 ist ein Sketch des deutschen Humoristen Loriot. Darin wird ein Unternehmer interviewt, der den titelgebenden Atomschutzbunker produziert. 
Der Sketch entstand 1980 für das SWF-Politmagazin Report, in dem er im Juli 1980 oder im September 1981 ausgestrahlt wurde. 1997 wurde er in die Neuschnittfassung der Sendereihe Loriot aufgenommen. Der Text des Sketches erschien 1981 erstmals gedruckt und wurde seitdem in einige weitere Sammelbände Loriots aufgenommen.

## Handlung
Eine Reporterin namens Bergner hockt zusammen mit Dr. Rosenheim in einem Betonbunker, dessen Innenmaße etwa 80 Zentimeter in Höhe, Breite und Tiefe betragen. Wie Bergner dem Zuschauer berichtet, habe der Bau von Luftschutzbunkern wieder Hochkonjunktur. Der zweisitzige Kompaktschutzraum K 2000, in dem sie sitzen und der von Rosenheims Unternehmen produziert wird, sei der Renner auf der Hannover-Messe gewesen. Im Interview preist Rosenheim die Vorzüge des K 2000. So entspreche die „raumsparende Kompaktbauweise“ den Ansprüchen des modernen Kunden. Dadurch sei der Bunker „praktisch unbegrenzt“ belastbar, ein atomarer Volltreffer bugsiere ihn nur in eine erdnahe Umlaufbahn, aus der er ohne zu verglühen und mit einer „sportlichen“ Landung auf die Erde zurückkehre. In der Zeit bis zur Strahlenfreiheit der Umgebung, die bis zu 2000 Jahre dauern könne, habe der Kunde dann mit seinem Bunker sein eigenes kleines Reich. Dabei reiche eine Tagesration an Verpflegung, die „zirkuliere“. Momentan koste der K 2000 so viel wie eine Spülmaschine. Man hoffe aber, dass durch weitere Krisen die Nachfrage steige und der Preis dadurch noch „konsumfreundlicher“ werde. Auf Bergners Frage, was denn passiere, wenn sich die politische Lage entspanne, antwortet Rosenheim: „Na, wir wollen ja nun nicht gleich mit dem Schlimmsten rechnen …“ Daraufhin bedankt sich Bergner für das Gespräch.

## Produktion und Veröffentlichung

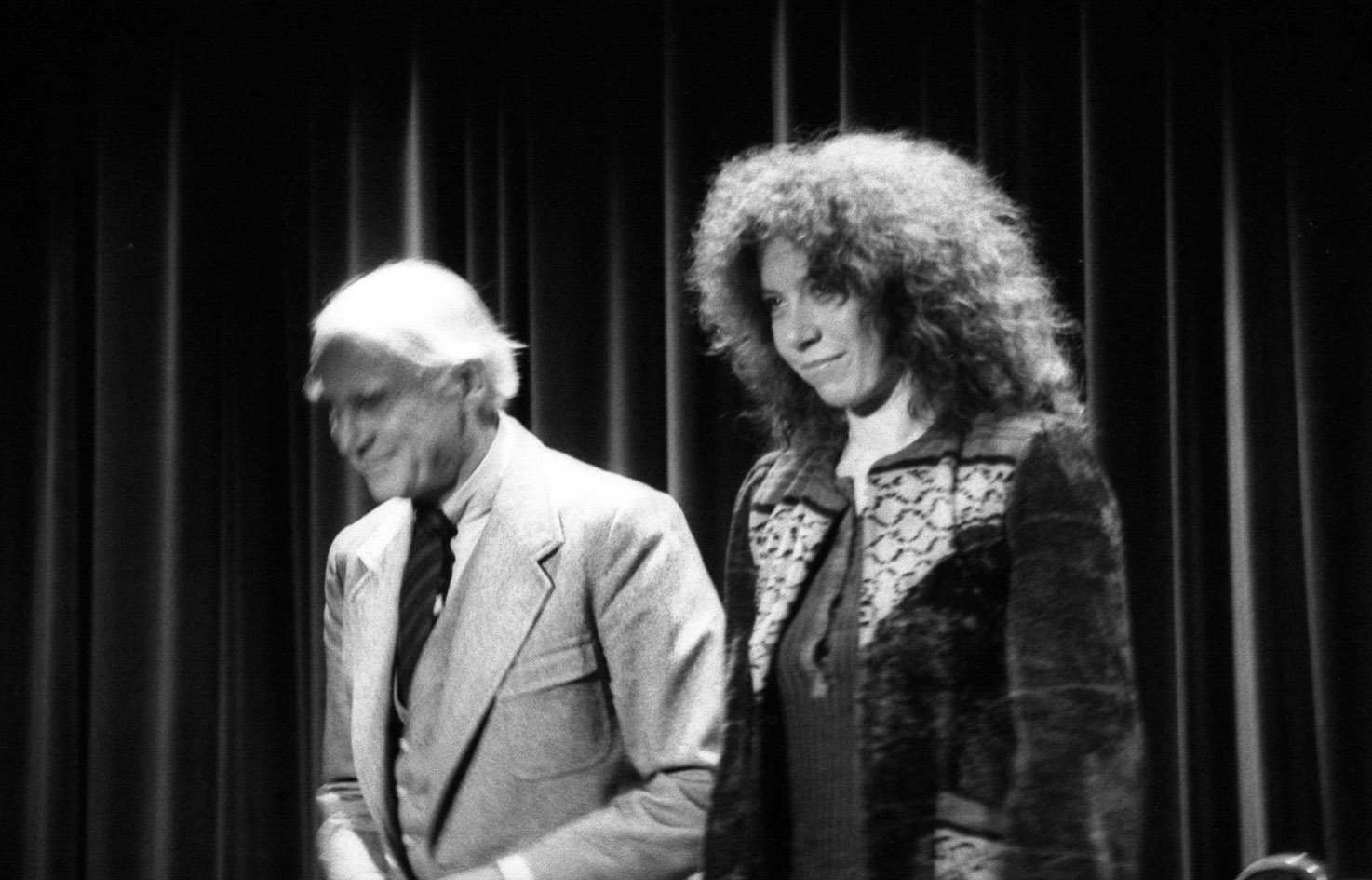
Loriot und Evelyn Hamann während einer Lesung aus Loriots dramatischen Werken, Anfang der 1980er Jahre

Loriot hatte 1978 seine erfolgreiche Sendereihe Loriot nach sechs Folgen beendet und plante, sich vorerst aus der aktiven Fernseharbeit zurückzuziehen. 1980, im Jahr der Bundestagswahl, kam Franz Alt, Redakteur und Moderator des Politmagazins Report, auf die Idee, jede Sendung mit einem Sketch von Loriot zu beenden. Loriot ließ sich von dem SWF-Fernsehdirektor Felix Schmidt überzeugen, für Report zu arbeiten. Zunächst waren sechs Sketche geplant, die Ehegespräche über Politik zeigen sollten. Insgesamt wurden dann aber acht Sketche ausgestrahlt, von denen nur zwei Ehegespräche waren. Gedreht wurden die Sketche in Baden-Baden. Bis auf eine Ausnahme traten in ihnen nur Loriot und Evelyn Hamann auf. In Der K 2000 spielt Loriot Dr. Rosenheim, Evelyn Hamann ist als Reporterin Bergner zu sehen. 
Zur Erstausstrahlung des Sketches gibt es verschiedene Angaben. Der Germanist Stefan Neumann nennt in seinem Verzeichnis von Loriots Werken die Report-Sendung vom 8. Juli 1980, womit Der K 2000 der sechste in Report ausgestrahlte Sketch wäre. Alternativ ist in einem Ausstellungskatalog von 2009 und auf der von Loriots Erbengemeinschaft betriebenen Website loriot.de der 8. September 1981 als Ausstrahlungsdatum angegeben. Damit wäre der Sketch ein Jahr nach dem letzten der anderen sieben Sketche ausgestrahlt worden.
Im November 1983 wurde der Sketch auch in der Sendung Loriots 60. Geburtstag gezeigt. Als Loriot 1997 eine Neuschnittfassung seiner Sendereihe Loriot erstellte, nahm er auch Sketche aus anderen Sendungen darin auf, darunter auch Der K 2000. Der Sketch ist Teil der neunten Folge mit dem Titel Ein Menü mit englischer Zunge, Kalbshaxe, Badewanne und Politik, die am 17. Juni 1997 im Ersten zu sehen war.
Der Text von Der K 2000 erschien 1981 erstmals in gedruckter Form im Sammelband Loriots dramatische Werke. Darin ist er dem Kapitel Wissenschaft, Technik und Verkehr zugeordnet. Seitdem wurde er in einige weitere Sammelbände von Loriot aufgenommen.

## Analyse und Einordnung
Der Sketch Der K 2000 parodiert Geschäftsgebaren, die rein auf Profit ausgerichtet sind und selbst aus katastrophalen Situationen Gewinn erzielen wollen. Dies verdeutlicht vor allem die Schlusspointe, bei der der Unternehmer eine eigentlich positive Entwicklung – die Entspannung der politischen Weltlage – als schlimm klassifiziert, weil sie schlecht für sein Geschäft ist. Aber auch die Reporterin widerspricht gleich am Anfang allgemeinen moralischen Vorstellungen, als sie den Verkaufserfolg von Luftschutzbunkern, der für eine zu erwartende Kriegssituation spricht, als gute Nachricht bewertet.
Wie die anderen für Report entstandenen Sketche weist Der K 2000 einen starken Zeitbezug auf. Zur Zeit seiner Entstehung war das Wettrüsten zwischen den USA und der Sowjetunion im Rahmen des Kalten Kriegs ein wichtiges Thema. Der NATO-Doppelbeschluss aus dem Dezember 1979 hatte zu einem Höhepunkt der neuen Friedensbewegung geführt. Die Gefahren eines Atomkriegs und die Sinnlosigkeit von Atomschutzbunkern verdeutlicht Loriot durch Rosenheims Aussage, es könne bis zu 2000 Jahre dauern, bis die Umgebung strahlenfrei sei. Laut dem Germanisten Stefan Neumann greift der Sketch damit den Pessimismus auf, den Loriot schon im Sketch Weihnacht in der letzten Folge von Loriot angedeutet habe.
Loriot parodierte in seinen Werken immer wieder die von ihm als Katalogsprache bezeichneten Sprachmuster, die zur Beschreibung von Waren vor allem in Versandhauskatalogen verwendet werden. Typisch für diese Parodien sind die Bezeichnungen von speziellen Farbnuancen, die auch in Der K 2000 auftauchen. Der Bunker wird in verschiedenen Farben angeboten. Zum einen gibt es ihn in den Tarnfarben Russischgrün, Schilf und Eierschale. Die Farbe Russischgrün hatte Loriot bereits im Sketch Vertreterbesuch aus dem Jahr 1978 verwendet. Dort war sie eine mögliche Farbe des Saugblasers Heinzelmann, dessen reales Vorbild, der Kobold-Staubsauger von Vorwerk, in „Natogrün“ erhältlich war. Der Kontrast zwischen „NATO“ und „russisch“ wird vom Germanisten Felix Christian Reuter, der zu Loriots Fernsehsketchen promovierte, als ein Verweis auf den Kalten Krieg interpretiert. Neben den Tarnfarben wird der Bunker in der Farbe Mauve angeboten, die Rosenheim als „blasses Lila“ erklären muss. Da das Wort aus dem Französischen stammt, klingt es fremdartig und elegant. Damit wird laut Reuter die bedrohliche Situation, für die der Bunker stehe, verschleiert und der Bunker stattdessen mit Vorstellungen von Individualität und Exotik verbunden. Auch die anderen Aussagen Rosenheims bedienten das Klischee, in der Werbung gehe es weniger um den praktischen Nutzen des Produkts, sondern in erster Linie darum, Werte und Gefühle zu vermitteln, die den Kunden zum Kauf animieren. So betone Rosenheim beim Leben im Bunker vor allem das Private, die weltpolitischen Zusammenhänge werden ausgeblendet. Zudem werde die eigentlich negative Enge des Bunkers mit der Formulierung „raumsparende Kompaktbauweise“ zu etwas Positivem umgedeutet. Der Begriff entstammt der wirklichen Werbesprache und wird zum Beispiel in der Automobil-Werbung verwendet.

## Ausgaben (Auswahl)
Bildtonträger
- Loriot – Sein großes Sketch-Archiv. Warner Home Video, Hamburg 2001, DVD Nr. 3 (als Teil von Loriot 9).
- Loriot – Die vollständige Fernseh-Edition. Warner Home Video, Hamburg 2007, DVD Nr. 2.

Tonträger
- Loriots dramatische Werke. Ehe, Politik und andere Katastrophen. Deutsche Grammophon, Hamburg, 1981, Schallplatte.
- Loriot. Litera, Ost-Berlin, 1988, Schallplatte.
- Loriots Klassiker. Deutsche Grammophon, Hamburg, 1988, CD.

Bücher
- Loriots dramatische Werke. Diogenes, Zürich 1981, ISBN 3-257-01004-4, S. 213–215.
- Das Frühstücksei. Diogenes, Zürich 2003, ISBN 3-257-02081-3, S. 195–197.
- Gesammelte Prosa. Diogenes, Zürich 2006, ISBN 978-3-257-06481-0, S. 285–288.